# 金沢高等師範学校
| 金沢高等師範学校 | 金沢高等師範学校       |
| ---------------- | ---------------------- |
| 創立             | 1944年                 |
| 所在地           | 石川県金沢市           |
| 初代校長         | 倉林源四郎             |
| 廃止             | 1952年                 |
| 後身校           | 金沢大学               |
| 同窓会           | 金沢大学教育学部同窓会 |

金沢高等師範学校（かなざわこうとうしはんがっこう）は、1944年（昭和19年）3月に石川県金沢市に設立された、官立の中等学校男子教員養成機関。略称は金沢高師。金沢大学教育学部の前身であり、同大学の理学部・法文学部（その後法学部・文学部・経済学部に分離）も一部その流れをくむとされている。

## 概要
1944年3月18日、「高等師範学校官制」の改正（勅令第132号）公布をもって設立された。
設立された背景として、それまで高等師範学校は東京・広島・奈良に開設されていた。ところが、戦争による時局悪化の中で、大学卒業者が払底し、中等学校教員が不足したため、急遽高等師範学校の増設が図られたのである。特に理工系人材が不足し、その養成が急務であった。

## 沿革
- 1925年2月28日 - 高等師範学校の金沢誘致運動を県市合同で展開
- 1944年
  - 3月 - 勅令第132号により設立。金沢市から中村町国民学校の校舎・敷地の寄付を受ける。（1部数学科・2部物象科・3部生物科からなる理科のみが設置。）
  - 4月10日 - 開校[2]。
  - 5月 - 第1回入学式。
  - 12月 - 文部省の指定により特別科学教育研究班を設置。
- 1945年
  - 1月 - 金沢高等師範学校，文部省の英才教育実施措置要綱により特別科学学級の始業式挙行。
  - 5月 - 沖縄戦学徒出陣要請嘆願騒動。
  - 10月 - 校旗・校歌制定。学友会・一真会結成。
- 1947年3月 - 文科（1部英語科・2部地歴科）が設置。
- 1948年4月1日 - 附属高等学校（新制）併置。最後となる第5回入学式を挙行。
- 1949年5月31日 - 新制金沢大学に包括され、金沢大学金沢高等師範学校と改称。附属高等学校は教育学部附属となる。
- 1952年
  - 3月9日 - 最後の卒業式を挙行。
  - 3月31日 - 閉校。

## 設置学科
金沢高等師範学校の理科は3部に分かれ、1部数学・2部物象（物理化学）・3部生物であり、生徒定員は各部とも30名、合計90名であった。そして敗戦後の1947年からは理科 に加えて文科（1部英語・2部地歴）が置かれた。
尚、東京高等師範学校に文科・理科・体育科・芸能科、広島高等師範学校に文科・理科、東京女子高等師範学校に文科・理科・家政科及び体育科、奈良女子高等師範学校に文科・理科・家政科が置かれたのに対し、後発の金沢高等師範学校、岡崎高等師範学校は理科のみであった。これは、戦時体制下にあって重視 されつつあった科学戦に対応するための、理数系教育に当たる教員養成の強化であったことが背景にある。
|            | 1944年 | 1945年以降 |
| 学校長     | １     | １         |
| 教授       | ８     | １５       |
| 生徒主事   | １     | １         |
| 助教授     | ３     | ６         |
| 助手       | １     | ２         |
| 書記       | ３     | ５         |
| 生徒主事補 | １     | １         |
| ---------- | ------ | ---------- |

## 卒業生数
1948年（昭和23年）にはじめての卒業生72名が卒業した 後、1952年の第5回卒業生まで、合計415人の卒業生を送り出した

## 特別科学教育班
1945年12月26日付け文部次官通牒をもって「特別科学研究班」が設置された。これは「我が国科学及び技術の飛躍的向上に資する目的」をもって、全国各地の科学に才能を持った児童・生徒を組織して緊急に英才教育を実施しようとするものであった。
設置されたのは東京、広島、金沢各高等師範学校と東京女子高等師範学校の4校であった。金沢高等師範学校では1945年から、国民学校初等科第4学年1学級（約15名）と中学校第1学年1学級（約15名）を皮切りに、附属の「特別科学学級」を発足させ、科学技術に天分を有する児童生徒を教育することとなった。（15人という募集人数は「昭和20年度金沢高等師範学校特別科学学級児童生徒選抜要項」記載による。「金沢高等師範学校特別科学教育班覚書」では1学級の児童生徒数は30名以下たることとされており、実際には20数名在籍している。）これらの児童生徒は1クラスのため直接附属学校の形を取ることはできず、初等科生徒は石川師範学校男子部附属国民学校に、中等科生徒は石川県立金沢第一中学校に委託設置の形を取らざるを得なかった。
この「特別科学学級」入学者選抜範囲は北陸（新潟を含む）4県を中心とし、必要に応じて東海、近畿の各府県からも推薦が可能であった。児童生徒は「学徒勤労動員の場合と雖も学習を継続せしむるやう適宜考慮」され、中学校卒業時には「現行法規に制約せらるることなくその力量、希望などに応じて上級学校に進学せしむる道を開く」ことになっており、さらには彼らの進学のために「国家として科学技術要員を養成する特殊機関を設け」ることさえ構想されていた。

## 歴代校長
東京高等師範学校長は東京文理科大学教授から、広島高等師範学校長は広島文理科大学教授から、それぞれ文部大臣が任命することになったが、金沢高等師範学校の場合は直属大学がなかったために校長は勅任とされた。

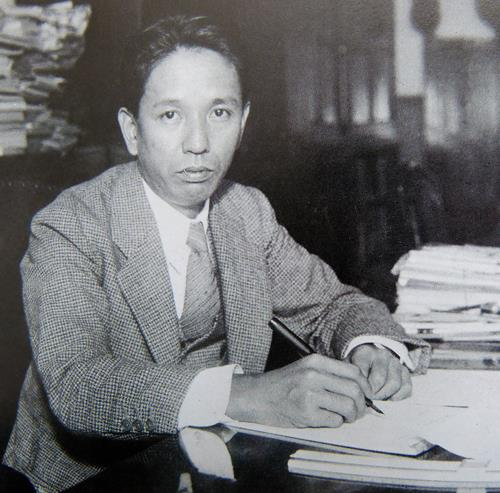
第2代・塩野直道

初代：倉林源四郎（1944年4月 - 1945年6月）
文部省図書監修課長より転じる。
2代：塩野直道（1945年6月 - 1947年9月）
文部省図書監修官第二編修課長より転じる。
3代：庄司彦六（1947年9月 - ）
元台北帝国大学教授・工学部長。

## 著名な関係者

### 教職員
- 太田時男 - 物理学者、第10代横浜国立大学学長
- 佐口透 - 歴史学者、金沢大学名誉教授
- 水上一久 - 歴史学者、元金沢大学教授
- 今堀宏三 - 生物学者、日本生物教育学会会長、福井県立短期大学（現福井県立大学看護短期大学部）学長、鳴門教育大学学長、広島女子大学（現県立広島大学）学長
- 川口久雄 - 国文学者、比較文学者、金沢大学法文学部教授

### 出身者
- 黒川逍 - 植物学者、菌類学者
- 渡辺仁治 - 陸水学者、元奈良女子大学教授、日本珪藻学会名誉会長

## 校地の変遷
金沢市から中村町国民学校の校舎・敷地の寄附を受け開校したが、1946年9月には同市野田町180番地 （山砲隊跡、現・陸上自衛隊金沢駐屯地）に移転した。

### 学生寮年表
- 1944年
  - 5月7日 - 金沢高等師範学校寄宿舎として、金沢市犀川下川除町元料理店「川新」を代用することに契約し、全生徒を収容する。
  - 9月19日 - 金沢市西御影町石川県蚕業試験場建物の敷地及び附属桑園を寄宿舎並びに研究作業園として借用することとし、同建物の一部を第二寮として生徒の一部を収容する。
- 1945年9月23日 - 寄宿舎として使用中の「川新」借入契約を解除し、生徒の外泊を許し、入舎希望者は石川県蚕業試験場内の宿舎に収容する。
- 1946年
  - 5月30日 - 富士真空株式会社所有の金沢市木曽町社員寮の建物を第二寮として借り受け、生徒の一部を収容する。
  - 9月25日 - 校舎の金沢市野田元第52部隊（山砲隊）兵舎への移転に伴い、兵舎の一部及び酒保下士官集会所を寄宿舎にあて五誓寮と称す。
- 1949年5月31日 - 新制金沢大学設立に伴い、同大学所管に編入される。
- 1950年12月14日 - 国家警察予備隊の金沢駐留により本校舎敷地移転のため、五誓寮は金沢市立野田中学校々舎（現金沢大学附属高等学校）の一部を改装して移転する。
- 1952年 - 旧制高等師範学校の最後の卒業生を送る。

## 附属学校
詳細は「金沢大学附属高等学校・中学校」を参照

## 同窓会
金沢高師同窓会（現在は金沢大学教育学部同窓会 ）。会誌「無限」を発行している。